# Displasia tanatofórica
El enanismo tanatofórico, también llamado displasia tanatofórica, es una rara enfermedad de origen genético que afecta al desarrollo del esqueleto y se incluye dentro del grupo de trastornos conocidos como osteocondrodisplasias. Provoca anomalías que afectan a diferentes huesos, incluyendo miembros muy cortos, deformidades del tórax, costillas cortas y cabeza aumentada de tamaño (macrocefalia), con longitud del tronco normal. El pronóstico es malo, produciéndose generalmente la muerte intraútero antes del nacimiento.

## Historia
La primera descripción fue realizada en 1967 por Maroteaux y Lamy.

## Genética
La enfermedad está causada por una mutación que afecta al receptor 3 del factor de crecimiento de los fibroblastos (FGFR3). El gen anómalo está localizado en el cromosoma 4 humano (4p16,3).

## Frecuencia
Se estima que se presentan alrededor de 3 casos por cada 100.000 nacimientos.

## Subtipos
Existen 2 subitipos, el 1 con fémures curvados y el 2 con fémures no curvados y cráneo con forma característica en hoja de trébol.